# Антоніо Гарсія Навахас
Антоніо Гарсія Навахас (ісп. Antonio García Navajas, нар. 8 березня 1958, Посадас) — іспанський футболіст, що грав на позиції захисника.
Виступав, зокрема, за клуби «Реал Мадрид» та «Реал Вальядолід», а також національну збірну Іспанії.
Чемпіон Іспанії. Дворазовий володар Кубка Іспанії. 

## Клубна кар'єра
У дорослому футболі дебютував 1976 року виступами за команду клубу «Бургос», в якій провів три сезони, взявши участь у 94 матчах чемпіонату. 
Своєю грою за цю команду привернув увагу представників тренерського штабу клубу «Реал Мадрид», до складу якого приєднався 1979 року. Відіграв за королівський клуб наступні три сезони своєї ігрової кар'єри. За цей час виборов титул чемпіона Іспанії.
1982 року уклав контракт з клубом «Реал Вальядолід», у складі якого провів наступні чотири роки своєї кар'єри гравця. 
Завершив професійну ігрову кар'єру у 29 років у друголіговому клубі «Райо Вальєкано», за команду якого виступав протягом 1986—1987 років.

## Виступи за збірні
1977 року залучався до складу молодіжної збірної Іспанії.
1979 року провів свій єдиний офіційний матч у складі національної збірної Іспанії.

## Титули і досягнення
- Чемпіон Іспанії (1):

«Реал Мадрид»: 1979-1980
- Володар Кубка Іспанії (2):

«Реал Мадрид»: 1979-1980; 1981-1982
- Володар Кубка іспанської ліги (1):

«Реал Вальядолід»: 1984